# Leptotyphlops albifrons
Leptotyphlops albifrons este o specie de șerpi din genul Leptotyphlops, familia Leptotyphlopidae, descrisă de Johann Georg Wagler în anul 1824. Conform Catalogue of Life specia Leptotyphlops albifrons nu are subspecii cunoscute.